# Sabin Point
Der Sabin Point (englisch; bulgarisch нос Сабин nos Sabin) ist eine 250 m lange, felsige und vereiste Landspitze an der Nordwestküste von Nelson Island im Archipel der Südlichen Shetlandinseln. Sie bildet 1,1 km südwestlich des Smilets Point die nordöstliche Begrenzung der Einfahrt zur Golyam Sechko Cove. 
Die bulgarische Kommission für Antarktische Geographische Namen benannte sie 2021 nach dem Khan Sabin, Herrscher über Bulgarien von 765 bis 766.